# Universidade MCPHS

## História
Fundado como a Faculdade de Farmácia Massachusetts em 1823 por quatorze farmacêuticos de Boston, a Universidade MCPHS é a mais antiga instituição de ensino superior em Boston. É também a segunda maior e mais antiga Faculdade de Farmácia, nos Estados Unidos, precedido apenas pela Faculdade de Farmácia, conhecida atualmente por Universidade de Ciências da Filadélfia fundada em 1821. Em 1825, a Universidade MCPHS, publicou o Primeiro Catálogo Americano Farmacêutico, detalhando os efeitos de muitos fármacos. Em 1852, o colégio recebeu uma carta do Grande Tribunal do Estado de Massachusetts para conceder seu primeiro diploma oficial.
Em 1918, a Universidade estabeleceu o George Robert White Building na Área Médica da avenida Longwood em Boston, em frente a Escola de Medicina de Harvard, para servir como seu principal campus. Em 1979, o Tribunal Geral da População de Massachusetts aprovou uma mudança no estatuto da faculdade para permitir a concessão de diplomas nas outras áreas ciências de saúde, e a Universidade alterou oficialmente seu nome para Massachussets College of Pharmacy and Allied Health Sciences.
A Massachusetts College of Pharmacy and Health Sciences desde então cresceu para incluir uma Escola de Farmácia, Faculdade de Ciências da Saúde, e da Escola de Artes e Ciências. Em 2000 a MCPHS adicionou um campus em Worcester, Massachusetts e, em 2002, um novo campus foi adicionado em Manchester, New Hampshire. Em 2002, a escola de Forsyth para higienistas dentais também foi adquirido e incorporado à faculdade, abrigando programa Higiene Dental da escola.
Durante o semestre da primavera de 2013, a Universidade mudou legalmente seu nome para Universidade MCPHS para refletir a diversidade das faculdades do campus.

## Instalações do Campus e Recursos

### Boston
O campus da Universidade MCPHS está localizado na 179 Longwood Avenue na Área médica acadêmica da avenida Longwood. É adjacente a Faculdade de Arte e Design de Massachusetts (The Massachusetts College of Art and Design) e da Escola de Medicina de Harvard (Harvard Medical School), e próximo a muitas outras instituições de renome na área saúde, como Hospital Infantil de Boston (Children's Hospital Boston), o Instituto do Câncer Dana-Farber (The Dana-Farber Cancer Institute), Hospital da Mulher de Brigham (Brigham and Women's Hospital), e do Centro Médico Diaconisa Beth Israel (Beth Israel Deaconess Medical Center). O campus Boston é composto por três edifícios principais: o George Robert White Building, o Ronald A. Matricaria (centro acadêmico e moradia estudantil) e o edifício John Richard Fennell, todos estão estruturalmente interligados aos dormitórios estudantis no campus.
Um quarto, edifício separado, O Centro Acadêmico The Richard E. Griffin, inaugurado em Janeiro de 2009 para abrigar Escola de Enfermagem, Faculdade de estudos do assistente médico, e o Escritório de Relações da Universidade. Neste edifício de seis andares, e a construção triangular contém cerca de 4.600 metros quadrados de salas de aula, escritórios de professores e funcionários, além da clínica de avaliação de pacientes e laboratórios de simulação de atendimento clínico. O prédio também dispõe de um centro de informática e tecnologia, um auditório de 230 lugares e um piso superior com sala multi-funcional, com vista para o centro de Boston.
As instalações de pesquisa em MCPHS estão equipados para cada uma das especialidades  acadêmicas. Tais instalações especializadas estão preparadas pesquisas no campo dos radioisótopos, um laboratório de desenvolvimento de fármacos, equipado para a produção de comprimidos, além de revestimento e encapsulamento dos mesmos e uma estrutura para a fabricação de soluções, pomadas e produtos cosméticos estéreis. Instrumentos disponíveis incluem infravermelho, ultravioleta, e espectrômetros de ressonância magnética nuclear, cromatógrafo de gás, e cromatografia líquida de alta pressão. Computadores e cobaias para pesquisa também estão disponíveis. Além disso, os instrumentos de pesquisa que não estiverem disponíveis no campus, estão disponíveis em outras instituições na área da Grande Boston-Cambridge através de afiliações clínica e acadêmicas. 

### Worcester
Localizado nos endereços 19, 25 e 40 Foster Street, 28 Mechanics Street, e 10 Lincoln Street no centro de Worcester, Massachusetts, A Universidade MCPHS campus Worcester, é o local dos programas acelerados da instituição de Enfermagem e Doutorado em Farmácia, bem como o programa Doutorado em Optometria, e para alunos de pós graduação do programa de Mestrado em Assistente Médico.
MCPHS-Worcester é composto por três edifícios principais, que são conhecidos coletivamente como O Centro de Aprendizagem e Vivência, e possui as comodidades oferecidas no campus, incluindo residências estudantis em formato de apartamentos para cerca de 130 alunos, salas de aula, auditórios, biblioteca, sala de informática, laboratórios, instalações administrativas, salas de estudo, salas de estar, e uma loja de conveniência.
Em 21 de setembro de 2009, A Universidade MCPHS abriu oficialmente um novo centro acadêmico no centro de Worcester. O Colégio comprou a propriedade, anteriormente conhecido como The Protocol Building, em agosto de 2008. A nova unidade vai quase dobrar o tamanho da Escola de Farmácia de Worcester / Manchester. Quando a expansão das matrículas estiver totalmente implementada, haverá aproximadamente 750 estudantes de doutorado em Farmácia (1.000 alunos no total em todos os programas) na Universidade MCPHS campus Worcester.

### Manchester
O campus Manchester, em New Hampshire da Universidade Massachusetts College of Pharmacy and Health Sciences está localizado na 1260 Elm Street, no centro de Manchester. Em formato similar ao de Worcester, o campus da Universidade MCPHS Manchester oferece programas acelerados em Enfermagem, Doutorado em Farmácia e Mestrado em Estudos de Assistente médico para alunos de pós graduação. Com 3.100 metros quadrados o campus possui biblioteca, salas de aula, laboratórios, salas de seminários, escritórios administrativos, e um espaço dedicado ao aluno. Muitas das salas de aula do Campus Manchester estão equipadas para vídeo-conferência com as salas de aula do Campus Worcester.

## Acadêmico
Universidade MCPHS é composta por três diferentes escolas. A Escola de Artes e Ciências que incorpora programas de graduação em Química, Psicologia, Saúde Pública, Biologia Molecular e o curso Pré-medicina. A Escola de Ciências da Saúde é composta de todos os programas em Higiene Dental, Ciências Radiológicas, Assistente Médico e Enfermagem. A Escola de Farmácia inclui Farmácia, Ciências Farmacêuticas, Marketing Farmacêutico e Programas de gestão.
A Divisão de Pós-Graduação incorpora programas de mestrado e doutorado em Química Medicinal, Farmacologia, Farmacêutica, Produtos Naturais, Optometria, Programas de Regulação de Medicamentos e Política de Saúde. A Universidade também oferece programas de Pós Graduação com certificações avançadas em Higiene Dental, Ressonância Magnética, Medicina Nuclear, Diagnóstico Médico por ultra-sonografia, tomografia computadorizada, radiografia, e Radioterapia para tecnólogos médicos.